# لاری میت کالف
لورا الیزابت «لاری» میت‌کالف (به انگلیسی: Laura Elizabeth Metcalf) (زاده ۱۶ ژوئن ۱۹۵۵) بازیگر آمریکایی است.
از فیلم‌های معروف او می‌توان به بازی در فیلم جی‌اف کندی، ترک لاس وگاس، جیغ ۲، معشوقه، قرارهای ملاقات دنیس جنینگز، ارتفاعات آرام، امور داخلی، ناامیدانه در جستجوی سوزان، قانون جورجیا، تاکسی شیکاگو، ساختن آقای مطلوب، مایل‌ها دور از خانه و لیدی برد اشاره کرد.